# Haltepunkt Lübeck Flughafen

Der Haltepunkt Lübeck Flughafen ist ein Flughafenbahnhof an der Bahnstrecke Lübeck–Lüneburg. Er wurde am 28. Mai 2008 nach nur sechswöchiger Bauzeit seiner Bestimmung übergeben. Die Baukosten betrugen etwa 1,4 Millionen Euro. Er liegt wenige hundert Meter nördlich des aufgelassenen Bahnhofes Lübeck-Blankensee.

## Lage

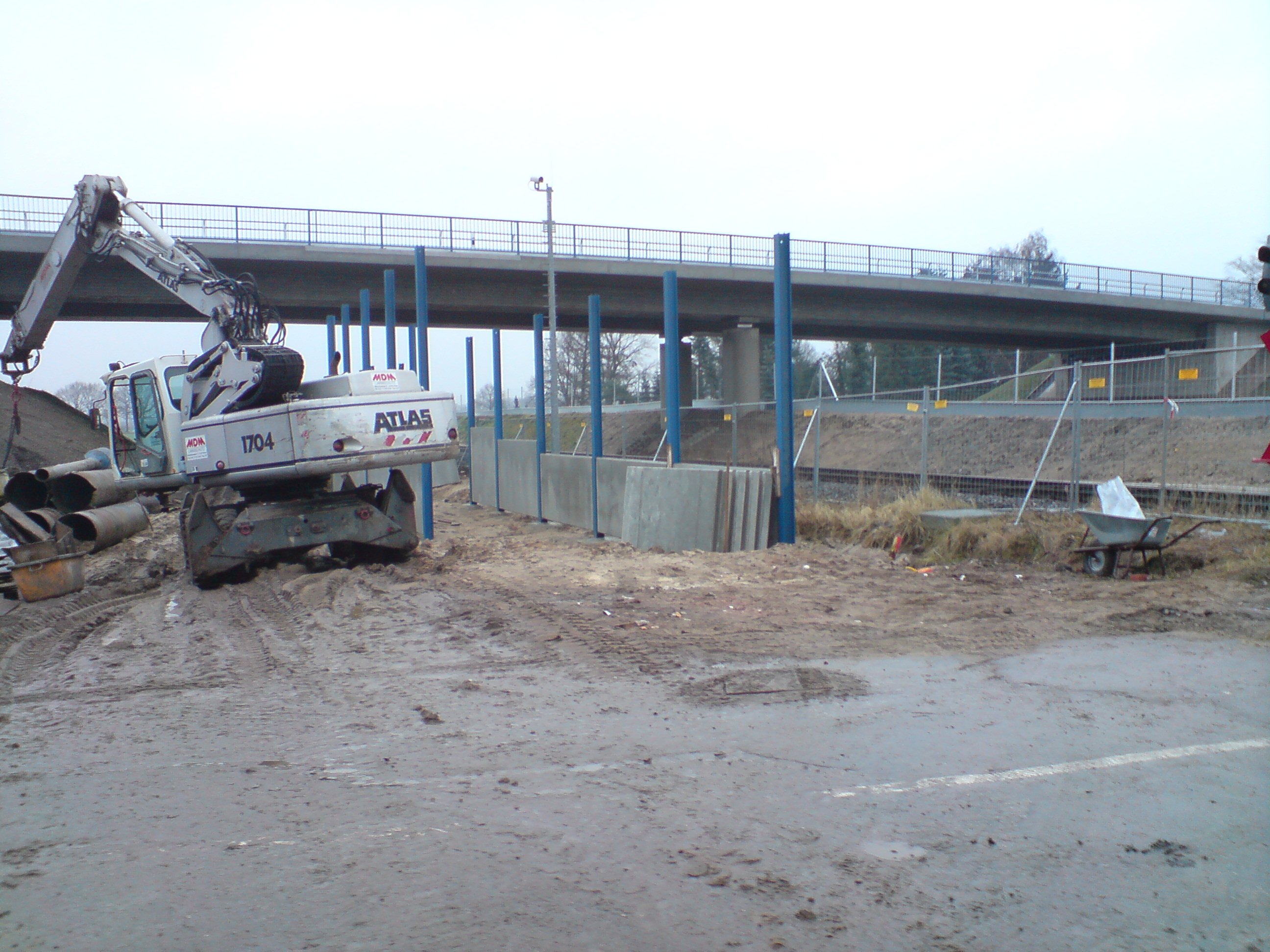
Der Haltepunkt Lübeck Flughafen im Bau

Die Bahnstrecke Lübeck–Lüneburg verläuft in unmittelbarer Nähe des Flughafens Lübeck-Blankensee. Die Entfernung zwischen Haltepunkt und Terminal des Flughafens beträgt 300 Meter.
Der Haltepunkt an dieser Stelle hat die Erreichbarkeit des Flughafens verbessert. Die Fahrzeit vom Hauptbahnhof Lübeck sank von teils über 30 Minuten (Bus) auf unter zehn Minuten.
Durch einen Aufzug zu der über dem Bahnsteig verlaufenden Brücke verkürzt sich der Weg zum Flughafen deutlich. Die Fertigstellung des Aufzugs dauerte über zwei Jahre.

## Verbindungen
Der Haltepunkt wird täglich im Stundentakt angefahren (Stand 2019). Zum Einsatz kommen planmäßig Triebwagen der Baureihe 648. Die Züge stellen teilweise eine Direktverbindung von Kiel Hauptbahnhof her; aus Richtung Hamburg gibt es zwei Verbindungen pro Stunde, jedoch mit Umstieg in Lübeck oder Büchen.
Nach Einstellung des internationalen Flugverkehrs, der von Ryanair und Wizz Air durchgeführt wurde, halten die Züge seit dem 11. Dezember 2016 nur bei Bedarf.

## Regionalverkehr
| Linie | Zuglauf | Takt      | Kursbuchstrecke |
| ----- | --- | --------- | --------------- |
| RE 83 | Kiel Hauptbahnhof – Raisdorf – Preetz – Plön – Bad Malente-Gremsmühlen – Eutin – Bad Schwartau – Lübeck Hauptbahnhof – Lübeck-Hochschulstadtteil – Lübeck Flughafen – Ratzeburg – Mölln – Büchen – Lauenburg (Elbe) – Echem – Lüneburg | stündlich |                 |

## Planungen
Es existierten Vorschläge, eine S-Bahn-Linie vom Flughafen in die Lübecker Stadtteile einzurichten. Angesichts der schlechten Entwicklung des Flughafens ist eine Realisierung jedoch nicht absehbar.